# Дург
Дург је град у Индији у држави Чатисгар. Према незваничним резултатима пописа 2011. у граду је живело 268.679 становника.

## Становништво
Према незваничним резултатима пописа, у граду је 2011. живело 268.679 становника.
| 1991.   | 2001.   | 2011.   |
| ------- | ------- | ------- |
| 175.703 | 232.517 | 268.679 |